# La Industria de Trujillo

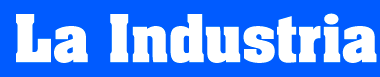
Logo

La Industria de Trujillo is een Peruviaanse krant die in 1895 in Trujillo werd opgericht. De krant maakte deel uit van een grotere serie van kranten in andere steden in het noorden van Peru, waarvan alleen deze krant en La Industria de Chiclayo nog voortbestaan.